# بييترابيرتوسا
بييترابيرتوسا (بالإيطالية: Pietrapertosa)‏ هي بلدية في مقاطعة بوتنسا في إقليم بازيليكاتا الإيطالي.

## السكان
في سنة 1861 بلغ عدد السكان 2٬908 نسمة، وتطور العدد ليصل في سنة 2011 لـ 1٬108 نسمة.
يظهر هذا المخطط البياني تطور النمو السكاني لـ بييترابيرتوسا